# Lethal
Lethal – czwarty album zespołu Addiction Crew.

## Lista utworów
1. "Lethal"
2. "Target"
3. "The Reason You Can't Sleep"
4. "See Me Again"
5. "Make A Sense"
6. "Along The Way"
7. "Shove"
8. "Signs Of Living"
9. "Hangin' In The Air"
10. "Ride On Liars"
11. "To The Core"
12. "Surrounded"